# Canton de Fontoy
Le canton de Fontoy est une ancienne division administrative française qui était située dans le département de la Moselle et la région Lorraine.

## Géographie
Ce canton était organisé autour de Fontoy et situé dans l'arrondissement de Thionville-Ouest jusqu'au 31 décembre 2014. Son altitude variait de 205 m (Fontoy) à 452 m (Audun-le-Tiche) pour une altitude moyenne de 326 m.

## Histoire
Canton créé en 1919 (loi du 17 octobre 1919).

## Représentation

### Conseillers généraux de 1919 à 2015
| Période | Période      | Identité                     | Étiquette           | Qualité |
| ------- | ------------ | ---------------------------- | ------------------- | --- |
| 1919    | 1922 (décès) | François Fick                | URL                 | Propriétaire - Maire d'Audun-le-Tiche (1902-1914 et 1918-1922)                                              |
| 1922    | 1940         | Albert Gérardot              | URD- Anticommuniste | Négociant en grains Maire de Fontoy                                                                         |
| 1940    | 1944         | Annexion allemande           |                     | |
| 1945    | 1949         | Charles André                | RI                  | Ingénieur à Tressange                                                                                       |
| 1949    | 1955 (décès) | Louis Poeury (1892-1955)     | RPF puis RS         | Propriétaire,ancien maire de Boulange                                                                       |
| 1955    | 1967         | Pierre Fastinger             | DVD-RI              | Employé Maire de Fontoy (1952-1965) Sénateur (1960-1965)                                                    |
| 1967    | 1973         | Prosper Gaspard              | RI                  | Agent de maîtrise Maire de Russange Suppléant du député Léon Arnould (1968-1973)                            |
| 1973    | 1979         | Denis Schitz                 | DVD                 | Ancien employé aux hauts-fourneaux de Longwy Maire de Tressange (1971-2020)                                 |
| 1979    | 1985         | Angel Filippetti (1938-1992) | PCF                 | Mineur de fer Maire de Audun-le-Tiche (1983-1992)                                                           |
| 1985    | 2004         | Denis Schitz                 | UDF                 | Cadre dans la sidérurgie Maire de Tressange Suppléant du député Alphonse Bourgasser (1993-1997)             |
| 2004    | 2015         | Jacky Aliventi               | PS                  | Ancien tailleur Maire de Boulange Suppléant du député Michel Liebgott Elu en 2015 dans le Canton d'Algrange |

### Conseillers d'arrondissement de 1919 à 1940
Le canton de Fontoy avait trois conseillers d'arrondissement.
| Période                                  | Période      | Identité                            | Étiquette | Qualité |
| ---------------------------------------- | ------------ | ----------------------------------- | --------- | --- |
| 1919                                     | 1940         | Émile Guissard (1878-1959)          |           | Maire d'Aumetz                                                                                              |
| 1919                                     | 1922 (décès) | Charles François Deglin (1847-1922) |           | Cultivateur à Audun-le-Tiche                                                                                |
| 1919                                     | 1922         | M. Schneider                        |           | |
| 1922                                     | 1940         | Henri Gobert (1874-1944)            |           | Maire d'Ottange                                                                                             |
| 1922                                     | 1940         | Georges Collin                      |           | Maire de Boulange                                                                                           |
| 1940                                     |              |                                     |           | Les conseils d'arrondissement ont été suspendus par la loi du 12 octobre 1940 et n'ont jamais été réactivés |
| Les données manquantes sont à compléter. |              |                                     |           | |

## Composition
Le canton de Fontoy groupait douze communes et comptait 23 029 habitants (recensement de 2011 sans doubles comptes).
| Communes       | Population (2012) | Code postal | Code Insee |
| -------------- | ----------------- | ----------- | ---------- |
| Angevillers    | 1 258             | 57440       | 57022      |
| Audun-le-Tiche | 6 340             | 57390       | 57038      |
| Aumetz         | 2 317             | 57710       | 57041      |
| Boulange       | 2 307             | 57655       | 57096      |
| Fontoy         | 3 067             | 57650       | 57226      |
| Havange        | 461               | 57650       | 57305      |
| Lommerange     | 284               | 57650       | 57411      |
| Ottange        | 2 700             | 57840       | 57529      |
| Rédange        | 1 003             | 57390       | 57565      |
| Rochonvillers  | 211               | 57840       | 57586      |
| Russange       | 1 099             | 57390       | 57603      |
| Tressange      | 1 982             | 57710       | 57678      |

## Démographie
| 1962   | 1968   | 1975   | 1982   | 1990   | 1999   | 2011   |
| ------ | ------ | ------ | ------ | ------ | ------ | ------ |
| 22 933 | 25 669 | 23 628 | 22 562 | 21 496 | 21 406 | 23 029 |